# NK Budainka-Kolonija Slavonski Brod
NK Budainka-Kolonija je bio nogometni klub iz Slavonskog Broda.
Klub je osnovan 1975. godine.
U sezoni 2022./23. natječe se u 1. ŽNL Brodsko-posavskoj. 

## Poznati igrači
- Anton Matković